# Kenefick
Kenefick es un pueblo ubicado en el condado de Liberty en el estado estadounidense de Texas. En el Censo de 2010 tenía una población de 563 habitantes y una densidad poblacional de 139,79 personas por km².

## Geografía
Kenefick se encuentra ubicado en las coordenadas 30°6′10″N 94°50′30″O / 30.10278, -94.84167. Según la Oficina del Censo de los Estados Unidos, Kenefick tiene una superficie total de 4.03 km², de la cual 4.01 km² corresponden a tierra firme y (0.32%) 0.01 km² es agua.

## Demografía
Según el censo de 2010, había 563 personas residiendo en Kenefick. La densidad de población era de 139,79 hab./km². De los 563 habitantes, Kenefick estaba compuesto por el 97.16% blancos, el 0% eran afroamericanos, el 0% eran amerindios, el 0.36% eran asiáticos, el 0% eran isleños del Pacífico, el 0.89% eran de otras razas y el 1.6% pertenecían a dos o más razas. Del total de la población el 4.44% eran hispanos o latinos de cualquier raza.